# Liste de musées au Bénin
Pour les autres articles nationaux ou selon les autres juridictions, voir Liste des musées par pays.
Cet article présente une liste non exhaustive de musées au Bénin, classés par ville.

## Généralité
Le Bénin dispose de plusieurs musées dont le plus connu est celui de Ouidah qui accueille chaque année des milliers de visiteurs. La ville de Ouidah retrace l'histoire de ce pays autrefois appelé Dahomey. Ouidah est aussi la ville historique qui raconte l'esclavage. 

## Liste

### Abomey-Calavi
- Petit musée de la Récade

### Cotonou
- Fondation Zinsou
- Musée des sciences naturelles, Nature tropicale
- Musée olympique du Bénin

### Natitingou
- Musée régional de Natitingou
- Musée Kaba de la résistance

### Ouidah
- Musée Don Francisco Felix de Souza Chacha
- Musée d'histoire de Ouidah
- Musée d'art contemporain de Ouidah

### Parakou
- Musée ethnographique et de plein air de Parakou,

### Porto-Novo
- Musée da Silva des Arts de la Culture
- Musée ethnographique Alexandre Sènou Adandé
- Musée Honmè Palais Royaux de Porto-Novo

### Autres villes
- Musée Akaba Idena, à Kétou
- Musée historique d'Abomey, à Abomey
- Musée régional de Kinkinhoué, commune de Djakotomey

## Répertoire des musées du Bénin
| N° d’ordre | Désignation / nom du musée                      | Type                    | Région/Département  | Nom localité d'implantation | Statut (Public, Communautaire, Privé) |
| ---------- | ----------------------------------------------- | ----------------------- | ------------------- | --------------------------- | ------------------------------------- |
| 1          | Musée Historique d’Abomey                       | Histoire                | Zou-Collines        | Abomey                      | Public                                |
| 2          | Musée Ethnographique Alexandre Sènou Adandé     | Ethnographique          | Ouémé-Plateau       | Porto-Novo                  | Public                                |
| 3          | Musée d’Histoire de Ouidah                      | Histoire                | Atlantique-Littoral | Ouidah                      | Public                                |
| 4          | Musée Honmè « Palais Royal »                    | Histoire                | Ouémé-Plateau       | Porto-Novo                  | Public                                |
| 5          | Musée régional de Natitingou                    | Ethnographique          | Atacora-Donga       | Natitingou                  | Public                                |
| 6          | Musée ethnographique et de plein air de Parakou | Ethnographique          | Borgou-Alibori      | Parakou                     | Public                                |
| 7          | Musée Akaba Idena                               | Histoire                | Ouémé-Plateau       | Kétou                       | Communautaire                         |
| 8          | Musée Danri de Nikki                            | Histoire                | Borgou-Alibori      | Nikki                       | Public                                |
| 9          | Maison du Brésil (Maison de Mémoire)            | Art                     | Atlantique-Littoral | Ouidah                      | Public                                |
| 10         | Stèle de Kaba                                   | Histoire                | Atacora-Donga       | Natitingou                  | Public                                |
| 11         | Musée régional de Kinkinhoué                    | Histoire                | Mono-Couffo         | Djakotomey                  | Public                                |
| 12         | Maison de la Mémoire à Ouidah                   | Art                     | Atlantique-Littoral | Ouidah                      | Public                                |
| 13         | Musée Da-Silva                                  | Histoire                | Ouémé-Plateau       | Porto-Novo                  | Privé                                 |
| 14         | Jardin des plantes et de la nature              | Sciences Naturelles     | Ouémé-Plateau       | Porto-Novo                  | Privé                                 |
| 15         | Musée de la Feuille                             | ND                      | Ouémé-Plateau       | Porto-Novo                  | Privé                                 |
| 16         | Musée d'Adjarra                                 | Ethnographique-histoire | Ouémé-Plateau       | Porto-Novo                  | Privé                                 |
| 17         | Musée de Takon                                  | Ethnographique          | Ouémé-Plateau       | Takon                       | Privé                                 |
| 18         | Musée du Berceau de Guèlèdè                     | ND                      | Ouémé-Plateau       | Kétou                       | Privé                                 |
| 19         | Nature Tropicale                                | Sciences Naturelles     | Atlantique-Littoral | Cotonou                     | Privé                                 |
| 20         | Musée International Avimadjessi d'Ahozon        | Civilisation            | Atlantique-Littoral | Ahozon                      | Privé                                 |
| 21         | Musée de la Fondation Zinsou                    | Art contemporain        | Atlantique-Littoral | Ouidah                      | Privé                                 |
| 22         | Musée de Hêvié                                  | ND                      | Atlantique-Littoral | Abomey-Calavi               | Privé                                 |
| 23         | Musée du Soleil                                 | ND                      | Atlantique-Littoral | Ouidah                      | Privé                                 |
| 24         | Musée Villa Caro                                | Civilisation-Art        | Mono-Couffo         | Grand-Popo                  | Privé                                 |
| 25         | Musée Gnonas Pédro                              | Mémorial                | Mono-Couffo         | Lokossa                     | Privé                                 |
| 26         | Musée Egbakokou                                 | Ethnographique          | Zou-Collines        | Dassa-Zoumè                 | Privé                                 |
| 27         | Musée de la Chasse                              | Ethnographique          | Zou-Collines        | Savalou                     | Privé                                 |
| 28         | Musée de la Musique de Parakou                  | ND                      | Borgou-Alibori      | Parakou                     | Privé                                 |
| 29         | Musée Banque Culturelle Tanéka                  | Communautaire           | Atacora-Donga       | Copargo                     | Privé                                 |

### Galerie

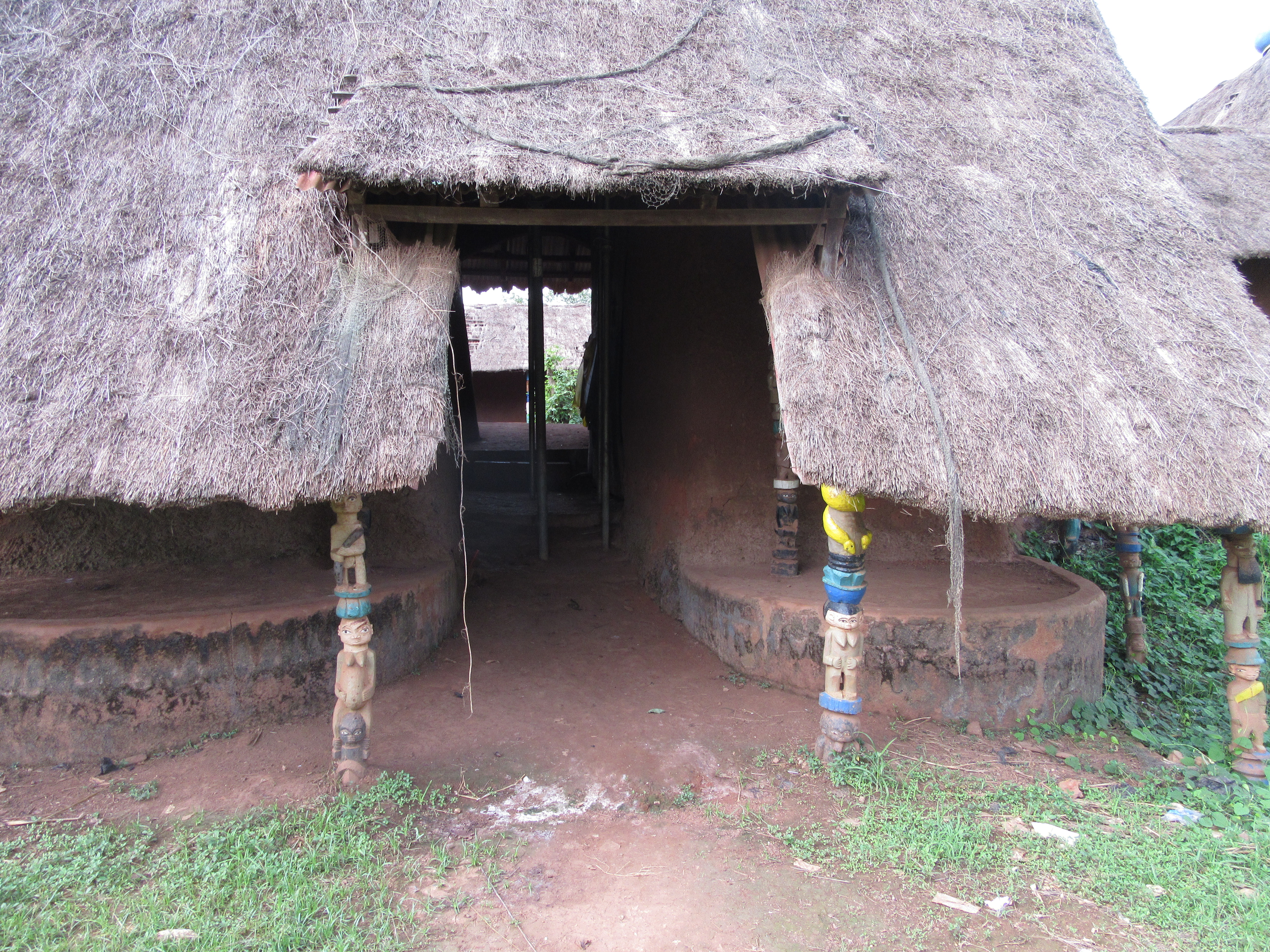
Entrée du musée Akaba Idena
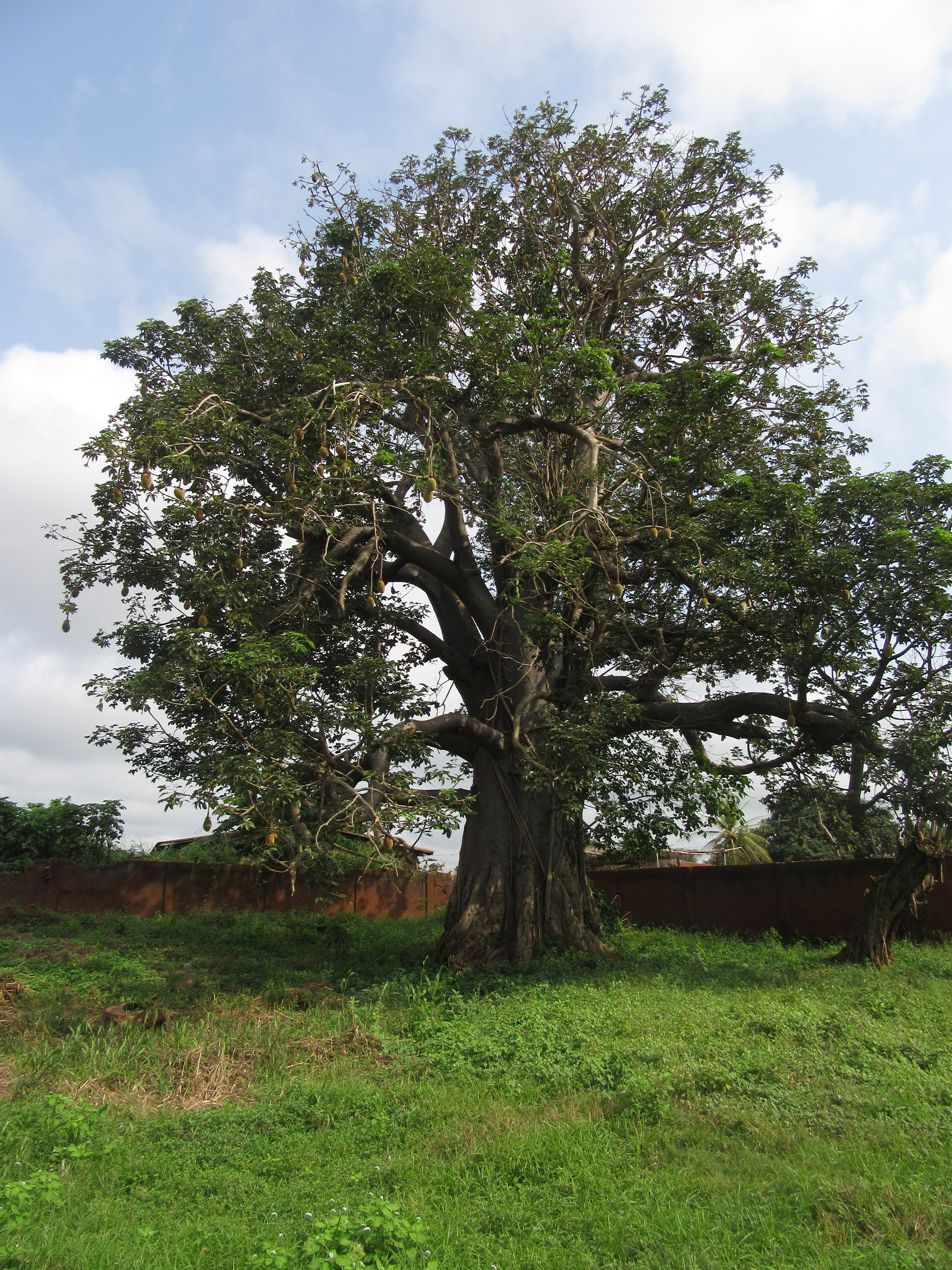
Arbre fétiche dans le musée Akaba Idena
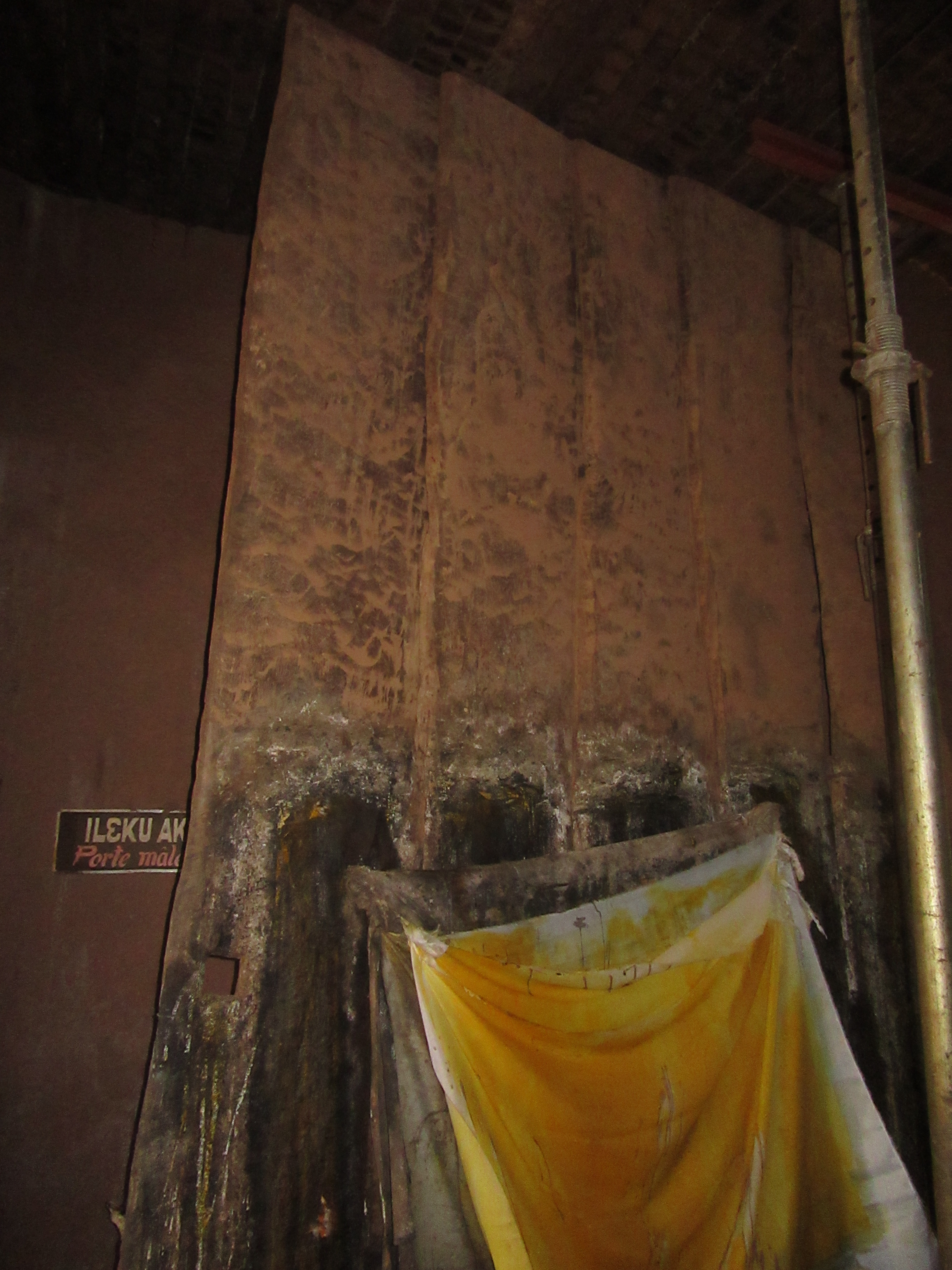
Porte au musée Akaba Idena
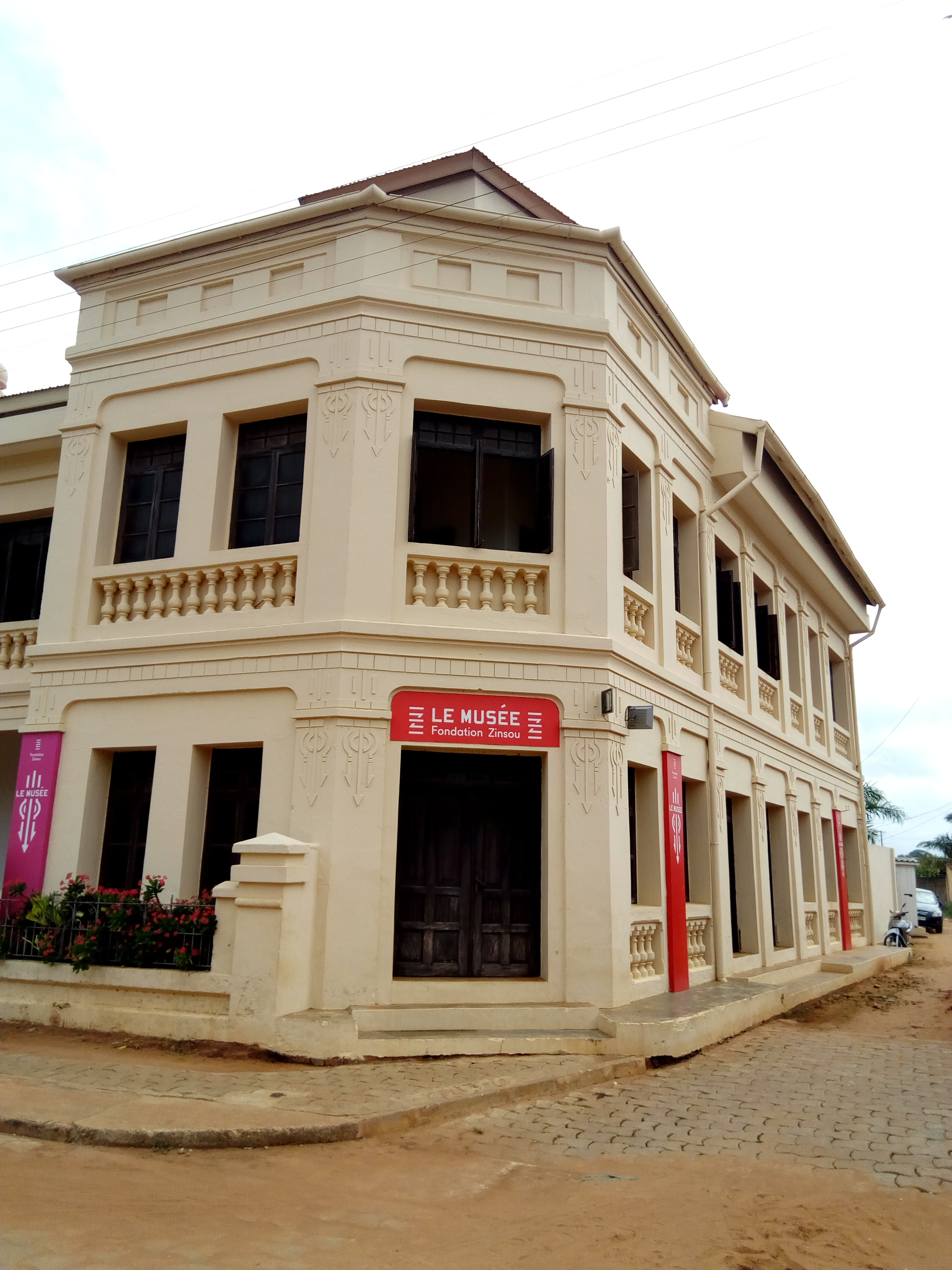
Vue de profil de la Villa Ajavon
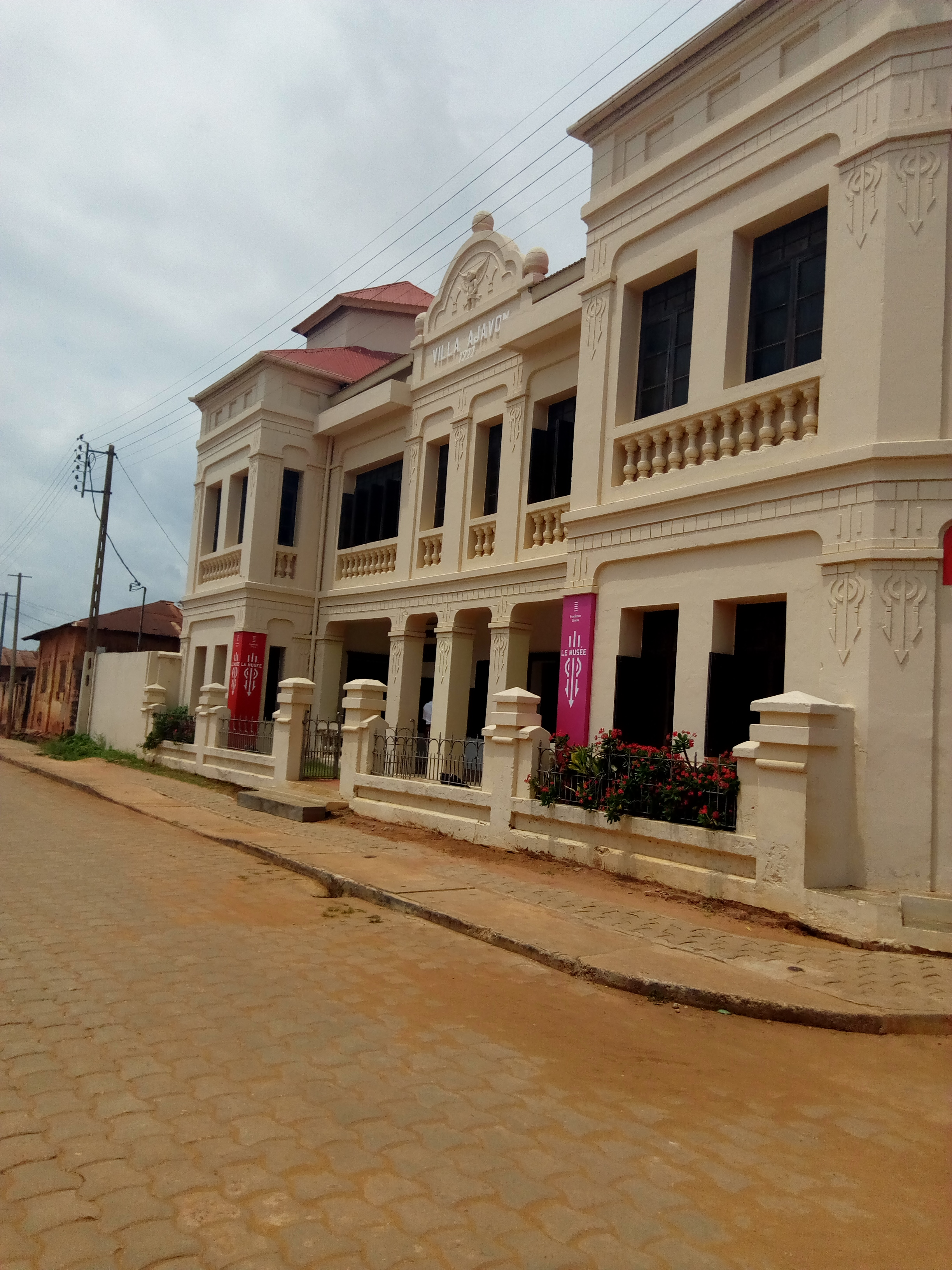
Devanture de la Villa Ajavon
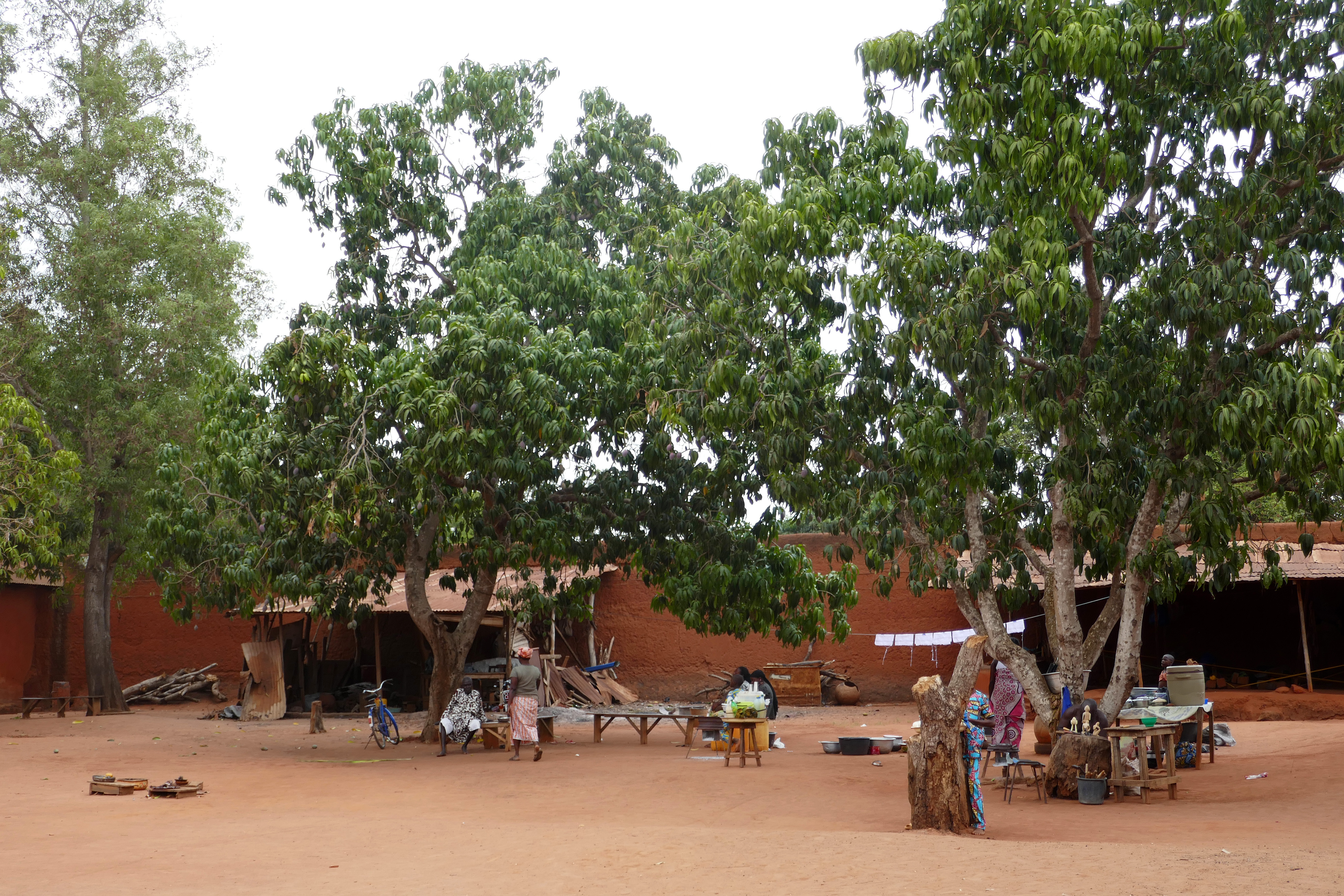
Palais d'Abomey-Cour intérieure
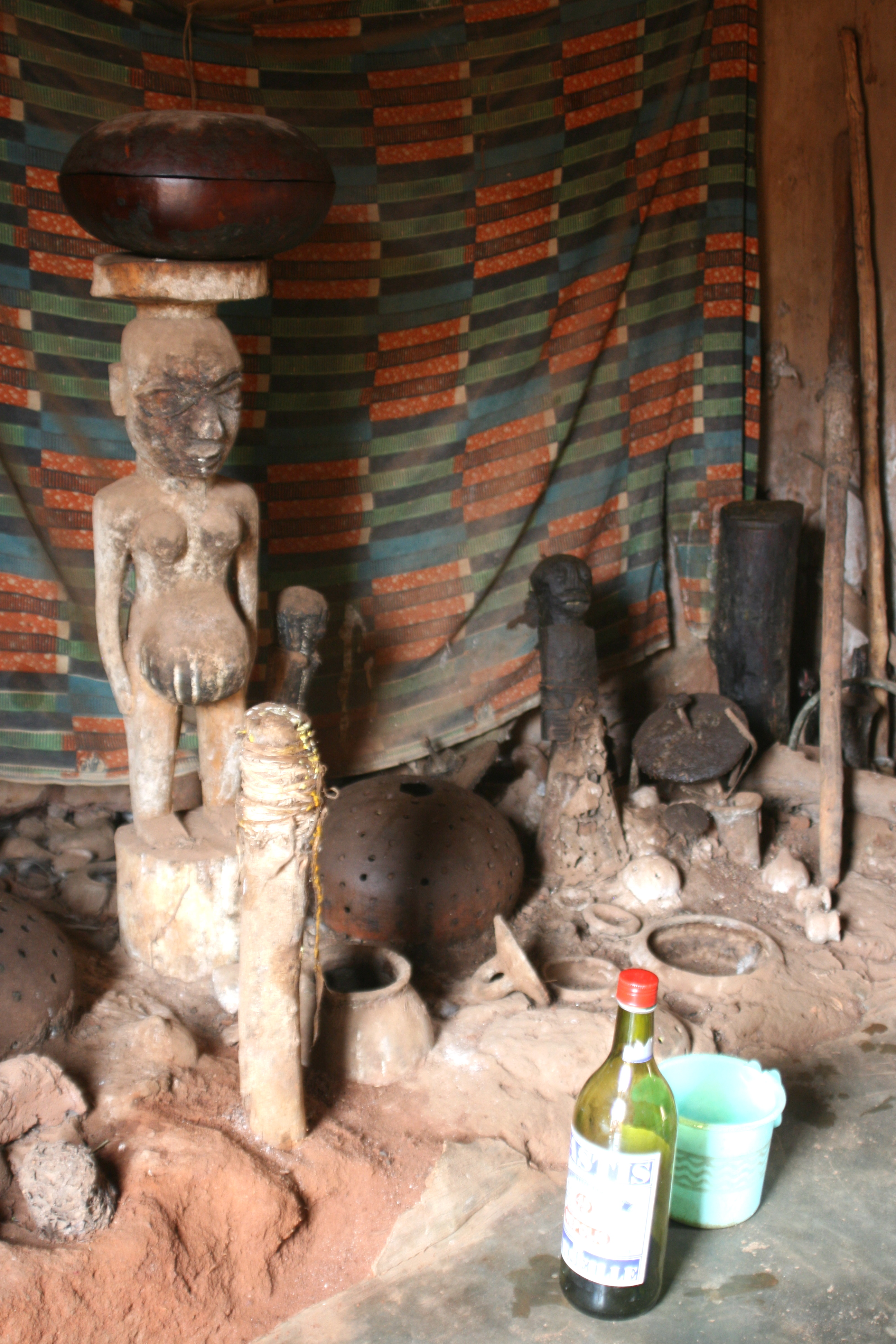
Voodoo-Altar à Abomey, Bénin
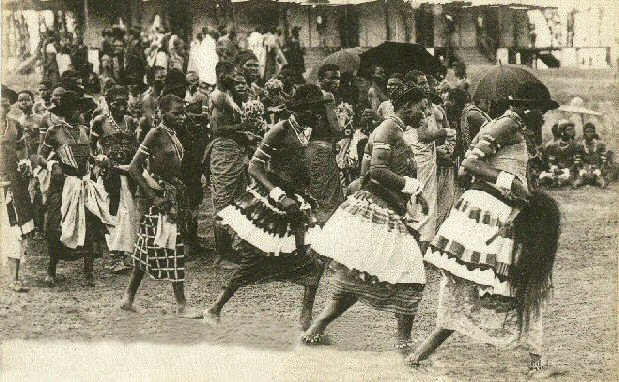
Danse des Fon pendant les célébrations
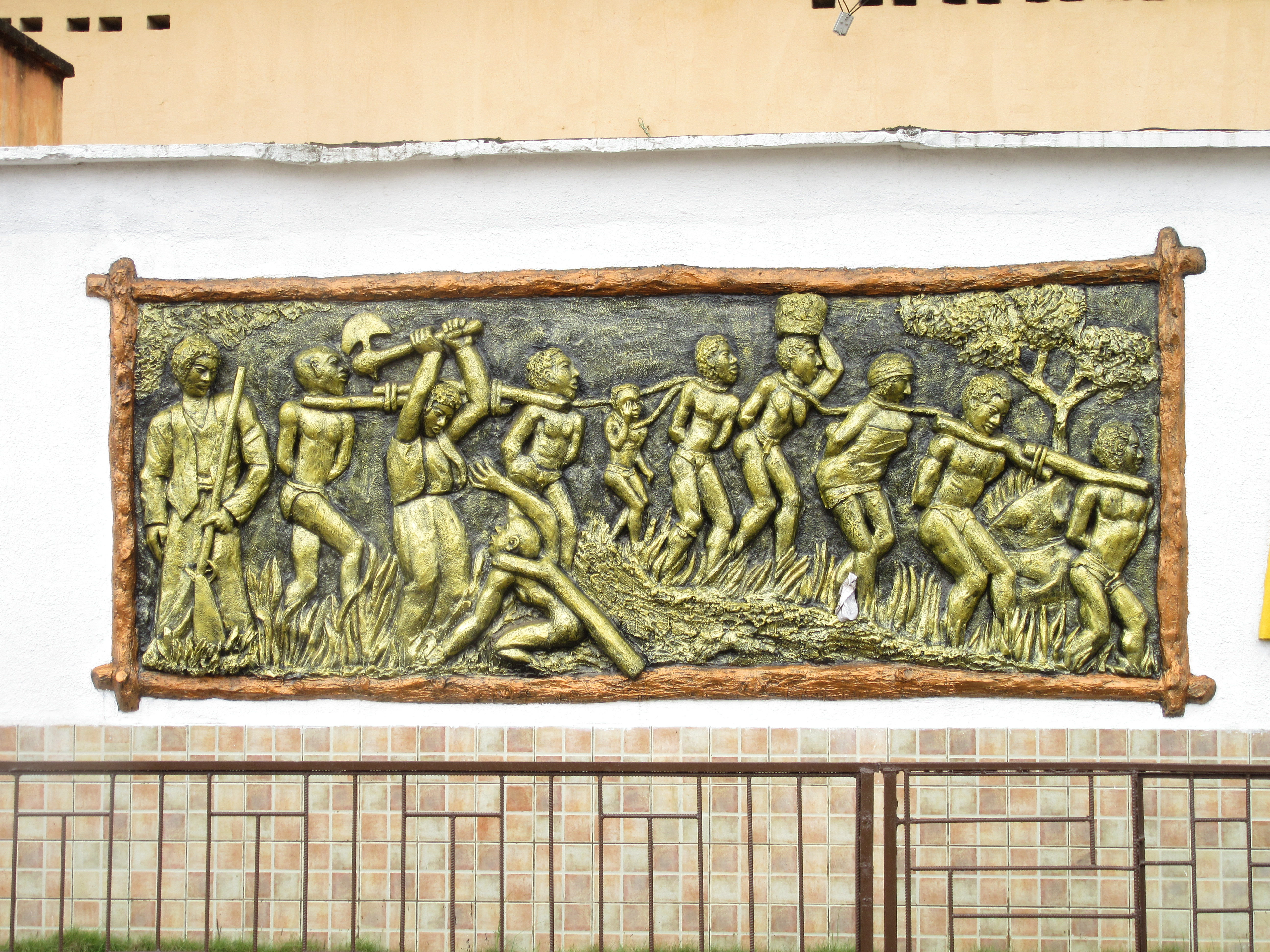
Affiche de la traite négrière au Musée Da Sylva
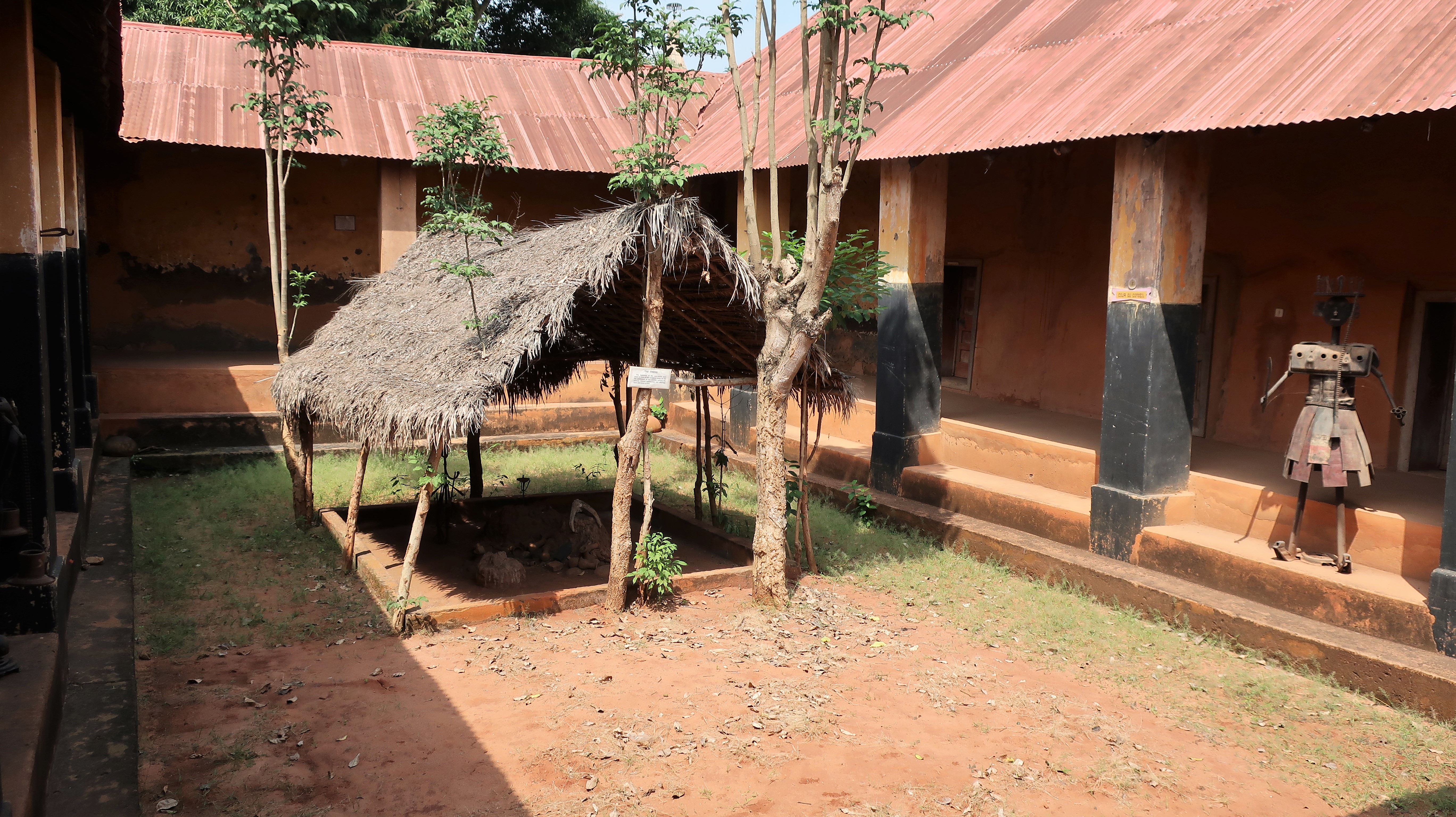
Courtyard Musee Honme Porto Novo Benin
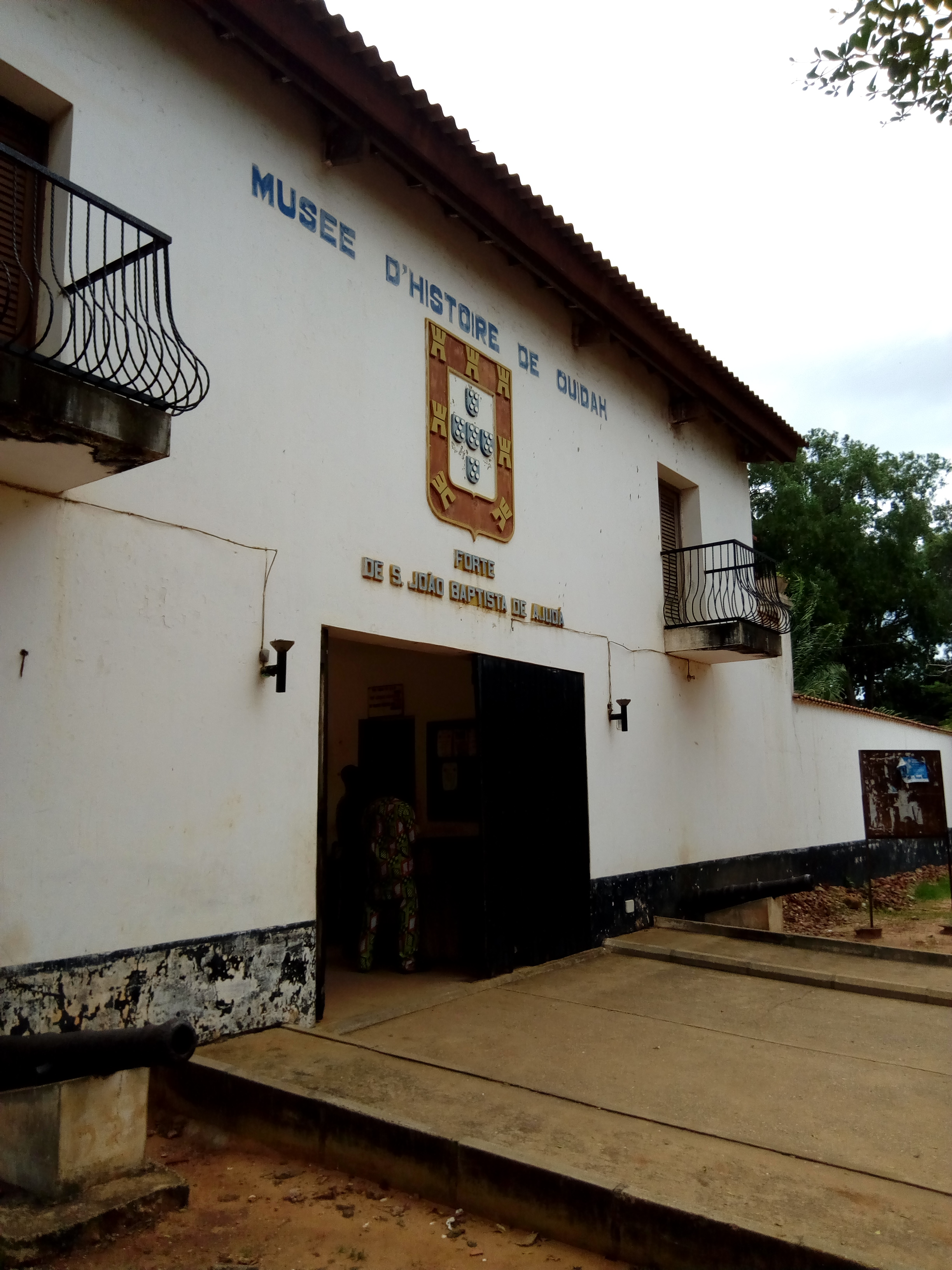
Entrée du Fort portugais.jpg